# Teodorów (Grande-Pologne)
Pour les articles homonymes, voir Teodorów.
Teodorów est une localité polonaise de la gmina de Mycielin, située dans le powiat de Kalisz en voïvodie de Grande-Pologne.